# Juanes MTV Unplugged
Juanes MTV Unplugged é o sexto álbum lançado pelo cantor e compositor Juanes, e o primeiro álbum gravado inteiramente ao vivo. Foi gravado em Miami Beach, Flórida em território americano. A produção esteve a cargo de Juan Luis Guerra e Juan Esteban Aristizábal, teve a participação de Joaquin Sabina e Paula Fernandes. O álbum reuniu as canções de Juanes de seus cinco álbuns de estúdio e três faixas inéditas, "La Señal", "Todo en Mi Vida Eres Tú" e "Azul Sabina". O material deriva dos gêneros pop latino, rock latino e pop rock, com os arranjos sendo reforçados por trombetas, saxofone, guitarra, cavaquinho e trombone.
Juanes MTV Unplugged recebeu em sua maioria resenhas favoráveis. Críticos avaliaram o produto como fantástico e de qualidade sumpreedente e elogiaram a execução vocal do cantor, notando a rara combinação, espetacular e orgânica. "La Señal" foi aclamada pela sua musicalidade e ilustrada à música que define o álbum. O trabalho estreou na tabela mexicana de álbuns mais vendidos, a Mexican Albums Chart, na primeira colocação e recebeu a certificação de ouro pela Asociación Mexicana de Productores de Fonogramas y Videogramas (AMPROFON). Em outros países europeus e norte amrericanos, veio a ter um desempenho médio nas suas respectivas listas. Até o primeiro simestre de 2012, vendeu cerca de meio milhão de cópias mundialmente.
Suas três principais canções lançadas como singles, "La Señal", "Hoy Me Voy" e "Me Enamora", atingiram boas posições nas tabelas musicais latinas da revista Billboard, a primeira com participação da cantora brasileira Paula Fernandes. Antes da gravação, a MTV lançou o concurso "Demo MTV: Unplug competição com Juanes", em que as pessoas deveriam enviar vídeos cantando as músicas do intérprete e o vencedor participaria da gravação no palco. A divulgação do Juanes MTV Unplugged foi feita através de apresentações do artista e na sua turnê MTV Unplugged Tour, que irá percorrer as Americas, Europa, Ásia, África e Oceania.

## Antecedentes e gravação
Após baixas vendas de seu último álbum de estúdio, P.A.R.C.E., lançado no final de 2010, em maio de 2011,  rumores diziam que Juanes havia anunciado sua separação com o seu representante profissional, Fernan Martinez, e o cancelamento de sua turnê mundial e um suposto afastamento do palco para três ou quatro anos. Após a separação com Fernan Martinez, Martinez revelou que o cantor estava "deprimido" e com "problemas pessoais". Mais tarde, Juanes negou os rumores de planejar está longe dos palcos, e em junho do mesmo ano, revelou em uma apresentação na Espanha que "a única coisa que estou fazendo estes dias é ficando em casa com minha familía. Preciso estar com eles para compor novas músicas."
Posteriormente, em dezembro de 2011, o cantor colombiano anunciou que iria gravar a próxima edição do MTV Unplugged, que seria produzida por ele e Juan Luis Guerra e seria registrada em fevereiro de 2012.
Em 1 de fevereiro de 2012, Juanes gravou no Centro de Novo Mundo, em Miami, acompanhada por 16 músicos, incluindo guitarristas, pianistas, violinistas, trompetistas, entre outros, além de um coro formado por 32 pessoas para interpretação da canção lançada em 2008, "Odio por Amor". No show, o cantor apresentou 14 músicas, 3 delas inéditas feitas exclusivamente para o MTV Unplugged, a primeira intitulada "Tudo na minha vida é Você", "La Señal" e "Azul Sabina", este último interpretado pelo compositor espanhol Joaquin Sabina. Além da participação do espanhol, a cantora brasileira Paula Fernandes acompanhou Juanes cantando "Hoy Me Voy" em uma versão bilíngue (português e espanhol). Excluindo-se as novas faixas, as outras canções foram retiradas de  seus cinco álbuns de estúdio e dos dois álbuns ao vivo. Unplugged foi dirigido por Ivan Dudynsky.

## Música
"Em termos de seu conhecimento da música, Juan Luis é lá em cima com os Beatles, então eu confio totalmente nele. Ele me ensinou muito sobre a harmonia do jazz, e vê-lo tocar guitarra fez-me um melhor guitarrista."

— Juanes sobre o que aprendeu durante a gravação do álbum.
Juanes MTV Unplugged é um álbum que deriva dos gêneros musicais pop latino, rock latino e pop rock e suas faixas consistem de baladas até números de rock mais pesados. Juanes comentou, que desejava ter novas experiências musicais: "Para mim, estou totalmente à procura de novos horizontes. Chegou um momento em que senti que, para continuar crescendo como músico eu tive que olhar ao meu redor e ouvir coisas novas. Eu estava em meu próprio lugar, e eu não me sentia confortável. Eu acho que esse projeto sai disso. Minha música pop está indo em outra direção agora. Eu gosto do que eu fiz no passado, mas eu quero ir para outro lugar."
A música inicial "Fijate Bien", bem como a décima segunda, "La Señal", são canções de pop latino com contribuição de trombetas, saxofone e trombone em seus arranjos. A apresentação segue-se com as faixas "La Paga" e "Nada Valgo Sin Tu Amor" número acústico de pop rock, ao passo que "Todo en Mi Vida Eres Tú" segue ao mesmo gênero, mas é interpretada com mais emoção por ter sido uma declaração ao seu amor de infância. A sexta composição, "A Dios le Pido", mistura Rock alternativo e ritmo urbano e é direcionada a paz mundial, por ele pedir a Deus que abençoe e proteja sua família e seus amigos íntimos, bem como as pessoas de seu país. O sétimo compacto, Hoy Me Voy, tem a participação da cantora brasileira Paula Fernandes e mistura música romântica e sertaneja. Outras canções incluem as de rock alternativo "Volverte a Ver" e "La Camisa Negra", quando a segunda obra inédita, "Azul Sabina", mistura partes pesadas cantadas por Juanes e outras mais tranquilas interpretadas por Joaquín Sabina. A décima primeira consiste em rock instrumental. "Me Enamora" é uma canção de pop latino interpretada em um solo agradável desempenhado no meio da pista. A ultima faixa, "Odio por Amor", é uma canção que deriva do rock latino, por apresentar cavaquinho.

## Recepção crítica
| Críticas profissionais | Críticas profissionais |
| Avaliações da crítica  | Avaliações da crítica  |
| Fonte                  | Avaliação              |
| ---------------------- | ---------------------- |
| Allmusic               | [ 16 ]                 |
| The New York Times     | [ 5 ]                  |
| About.com              | [ 9 ]                  |
| Notas Musicais         | [ 17 ]                 |

David Jeffries do site Allmusic, elogiou o trabalho pelas pessoas cantarem todas as músicas à todo momento. Jeffries disse que Tr3s Apresenta Juanes: MTV Unplugged é uma celebração edificante do trabalho do artista colombiano, que também oferece uma rara combinação, espetacular e orgânica. Lorry Rohter do The New York Times escreveu que para o mercado hispânico, este é um verdadeiro encontro de titãs, e uma coisa geracional com um apelo massivo: "Juan Luis Guerra sabe como levar as pessoas, dançando com belas melodias, mas também escreve as letras complexas.  Juanes é a mesma proposição de uma geração mais tarde, mais de um mundo do rock, com letras profundas e grande habilidade vocal. E então Sabina é uma geração à frente de Juan Luis, um artista boêmio que foi desafiar a situação desde os anos 70."
Calos Quintana do About.com, disse que há muito a falar sobre o álbum, mas no entanto, a coisa mais importante sobre este trabalho é o fato de que ele divide a carreira de Juanes em duas partes. De fato, Juanes MTV Unplugged nos dá uma pista sólida sobre o caminho musical que esta famosa estrela do pop latino quer seguir. Mesmo sendo lançado no segundo mês do ano, Quintana considerou o melhor álbum latino de 2012. Na resenha, o redator destacou dois compactos, a primeira, "Azul Sabina", por ter  notado que ela abre um campo de exploração e reflete o desejo de Juanes a explorar outros ritmos musicais. E comentou: "Se esse é o tipo de coisa que Juanes está planejando produzir no futuro, eu estou definitivamente ansioso para o próximo álbum." A segunda, foi "La Señal", que ele diz  ser a canção que melhor capta o significado por trás do álbum. Esta música engloba o sinal de que ele precisava encontrar a fim de seguir em frente. Devido a isso, este single não só proporciona boa música, mas também injeta este álbum com a alma que define a ele. Mauro Ferreira, do Notas Musicais, críticou as canções inéditas chamando-as de razoáveis e elogiou as participações de Paula Fernandes e Joaquin Sabina e a presença de palco do cantor. O profissional terminou a crítica, afirmando: Fecho imponente para este Unplugged MTV que dá (algum) tempo a Juanes para revitalizar sua obra.

## Desempenho comercial
Juanes MTV Unplugged fez a sua estreia nas tabelas de sucesso pela Mexican Albums Chart em território mexicano ao atingir a primeira posição na edição de 3 de junho de 2012. Dois dias após na Espanha, ficou na terceira colocação da lista publicada pela Productores de Música de España. Nas paradas da Billboard dos Estados Unidos, o conjuto de faixas teve um desempenho mediano na tabela principal a Hot 200, onde atingiu a quinquagésima segunda posição em sua primeira semana. Nos gráficos latinos, Latin Álbuns e Latin Pop Álbuns situou-se na primeira posição, matendo o desempenho de todos os seus álbuns. De acordo com a Universal Music, Juanes MTV Unplugged  é o álbum ao vivo mais vendido na Colômbia por ter vendido duzentos e quarenta mil cópias e foi certificado de platina doze vezes. Na Venezuela, recebeu disco de ouro por cinco mil edições vendidas.

## Divulgação
Em janeiro de 2012, a MTV norte-americana publicou a Demo MTV: Unplug competição com Juanes, concurso em que os fãs de Juanes deveriam enviar vídeos de no máximo um minuto e trinta segundos, interpretando músicas do cantor. O vencedor ganharia um ingresso para assistir a gravação do álbum ao vivo na lateral do palco. Juanes MTV Unplugged foi exibido por vários canais afiliados da MTV. No Brasil e na Espanha, foram trasmitido através do VH1 Brasil e da MTV Espanha em maio de 2012. Em território americano pela MTV Tres a 8 de julho seguinte. No Brasil, Juanes fez sua primeira apresentação, o show decorreu em 27 de junho no teatro Geo e teve a participação de Paula Fernandes. Juanes ficou impresionando como público e comentou: "Como não estive aqui antes. São Paulo estou sem palavras."

### Juanes MTV Unplugged Tour
Para promover o disco, Juanes embarcou na MTV Unplugged Tour, sua primeira turnê mundial. Com vinte e seis datas agendadas; onze na América do Norte, oito na Europa e once na América do Norte. Segundo Juanes, a turnê passará pos países de todos continentes e será a mais duradoura e cansativa que já fez.

## Lista de faixas
| N.º            | Título                             | Compositor(es)           | Duração |  |
| 1.             | "Fíjate Bien"                      | Juanes                   | 3:53    |  |
| 2.             | "La Paga"                          | Juanes                   | 3:33    |  |
| 3.             | "Nada Valgo Sin Tu Amor"           | Juanes                   | 3:44    |  |
| 4.             | "Es Por Tí"                        | Juanes                   | 4:55    |  |
| 5.             | "Todo en Mi Vida Eres Tú"          | Juanes, Juan Luis Guerra | 3:47    |  |
| 6.             | "A Dios le Pido"                   | Juanes                   | 3:41    |  |
| 7.             | "Hoy Me Voy" (com Paula Fernandes) | Juanes                   | 4:19    |  |
| 8.             | "Volverte a Ver"                   | Juanes                   | 4:29    |  |
| 9.             | "La Camisa Negra"                  | Juanes                   | 3:45    |  |
| 10.            | "Azul Sabina" (com Joaquín Sabina) | Juanes, Joaquín Sabina   | 3:46    |  |
| 11.            | "Para Tu Amor"                     | Juanes                   | 3:54    |  |
| 12.            | "La Señal"                         | Juanes; Juan Luis Guerra | 3:34    |  |
| 13.            | "Me Enamora"                       | Juanes                   | 3:20    |  |
| 14.            | "Odio por Amor"                    | Juanes                   | 5:08    |  |
| Duração total: | Duração total:                     | Duração total:           | 55:48   |  |

| Lista de faixas |                                                   |                |         |  |
| N.º             | Título                                            | Compositor(es) | Duração |  |
| 16.             | "La Paga"                                         | Juanes         |         |  |
| 17.             | "Nada Valgo Sin Tu Amor]]"                        | Juanes         |         |  |
| 18.             | "Es Por Tí"                                       | Juanes         |         |  |
| 19.             | "Todo en Mi Vida Eres Tú"                         | Juanes         |         |  |
| 20.             | "A Dios le Pido"                                  | Juanes         |         |  |
| 21.             | "Hoy Me Voy" (com Paula Fernandes)                | Juanes         |         |  |
| 22.             | "Volverte a Ver"                                  | Juanes         |         |  |
| 23.             | "La Camisa Negra"                                 | Juanes         |         |  |
| 24.             | "Azul Sabina"                                     |                |         |  |
| 25.             | "Para Tu Amor"                                    |                |         |  |
| 26.             | "La Señal"                                        | Juanes         | 3:42    |  |
| 27.             | "Me Enamora"                                      | Juanes         |         |  |
| 28.             | "Odio por Amor"                                   | Juanes         |         |  |
| 29.             | "Fotografía" (com Emanuela Bellezza (Audio Only)) | Juanes         |         |  |

## Créditos de elaboração
Juanes é o intérprete principal do MTV Unplugged. Ele fez vocais auxiliares e compôs todas as canções do álbum. Trabalhou com diversos profissionais na produção do disco nas áreas técnica, artística e publicitária.
Juan Luis Guerra contribuiu no papel de A&R, enquanto José Tillán, Melissa Casanovas e Charlie Singer encarregaram-se na parte da administração. O trabalho de enganharia foi incumbido por Marc Zimet, Anselmo Rota, Dave Poler, Justin Moshkevich e Anton Goss,  com a ajuda de Nick Baxter, Juan Pablo Fallucca, Browning McCollum, Justin Moshkevich e Dave Poler, enquanto Tom Kenny desempenhou a iluminação. Ivan Dudynsky e Alejandro Guitterez dirigiram a obra. Gustavo Borner fez a masterização e a mixagem, esta ultima com auxilio de Serge Courtois e Leah Herder. Vozes adicionais foram providenciadas por Miguel Angel Mejia, Raquel Borges e Jean Rodriguez. Outras partes de processo foram as de arranjos, instrumentação e programação, todas elaboradas por Andres Felipe Alzate e Richard Bravo. Os compositores que colaboraram com Juanes foram Paula Fernandes, Joaquin Sabina e Juan Luis Guerra.
Diversos músicos executaram, conduziram, gravaram e ou programaram respectivos instrumentos nas faixas do projeto: de cordas como violino, viola, violino, violão, violoncelo, baixo e guitarra elétrica por Pedro Alfonso, Anthony Neil Seepersad, José Carlos Oviedo, Ericmar Pérez,  Konstantin Lituinenko, Rolando Medina, Lina Cáceres e Drum Technician; de percussão como bateria e glockenspiel por Waldo Madera e Fernando Tobon; de teclados como piano e sintetizador por Fernando Tobon, Juanes, Daniel Barrios e Liana Salinas. Andrew Wang, Ashley Armstrong, Daniel Barrios, Adam Bornstein, Angie Capo, Ian Chambers, David Cruz, Kian Fã, Rosa Fiol, Everett Ford, Amy Gionfriddo, Shari Lee Gregory, John Guarente, Sylvia Guzman, Laura Jarasek, P. Lucy McVeigh, Laurah Merisier, Tristan Montagre, Elvin Negron, Dan Overstreet, Taylor Powell, Alissa Roca, Liana Salinas, Janessa Sanchez, Marisa Simmons, Brenne Sloane, Vale Southard, Esteban Suero, Lauren Talaga e Alyssa Wilkens integraram o coro da canção "Odio por Amor".

## Histórico de lançamento
Juanes MTV Unplugged foi lançado em 29 de maio de 2012 através de download digital pela companhia musical de âmbito mundial Universal. 